# Ruine Châtillon
Die Ruine Châtillon ist die Ruine einer Höhenburg auf einem Hügel südlich bei Péry im Kanton Bern in der Schweiz.  Die Burg stammt aus dem Hochmittelalter.

## Beschreibung
Die Burg war der Sitz der Herren von Péry. 1244 wird Pierre de Péry (Büderich) als Ritter und Bürgermeister von Péry erwähnt. Von der Burganlage sind noch Mauerreste mit einem Tordurchgang und Ringmauern erhalten. Auf dem gleichen Hügel steht die römisch-katholische Kirche Ste-Marie von 1904. Über den Hügel führt der Wanderweg Nr. 80 Via Jura, Etappe 7, Sonceboz–Biel.